# Alonso Ramírez de Vargas y Mendoza
Alonso Ramírez de Vargas y Mendoza   (Madrid) va ser un noble i militar castellà.
Nascut a la vila de Madrid. Va ser el quart fill de Gaspar Ramírez de Vargas i de Mayor de Mendoza y Luna. Va esdevenir senyor de la segona casa i majorat dels Ramírez de Madrid, que va heretar del seu pare el 1578. Va participar en les campanyes militars encapçalades per Joan d'Àustria en el llevant mediterrani, com a capità d'infanteria primer, prenent part a la batalla de Lepant, per la qual va ser llorejat juntament amb altres soldats destacats, i després amb el mateix Joan d'Àustria també va ser capità de cavalleria. D'altra banda, va ser regidor de l'Ajuntament de Madrid, i alcaid de la fortalesa d'Arbeteta, càrrec del qual va prendre possessió a través de Juan de Salinas el 29 d'agost de 1578.